# 四季喷泉

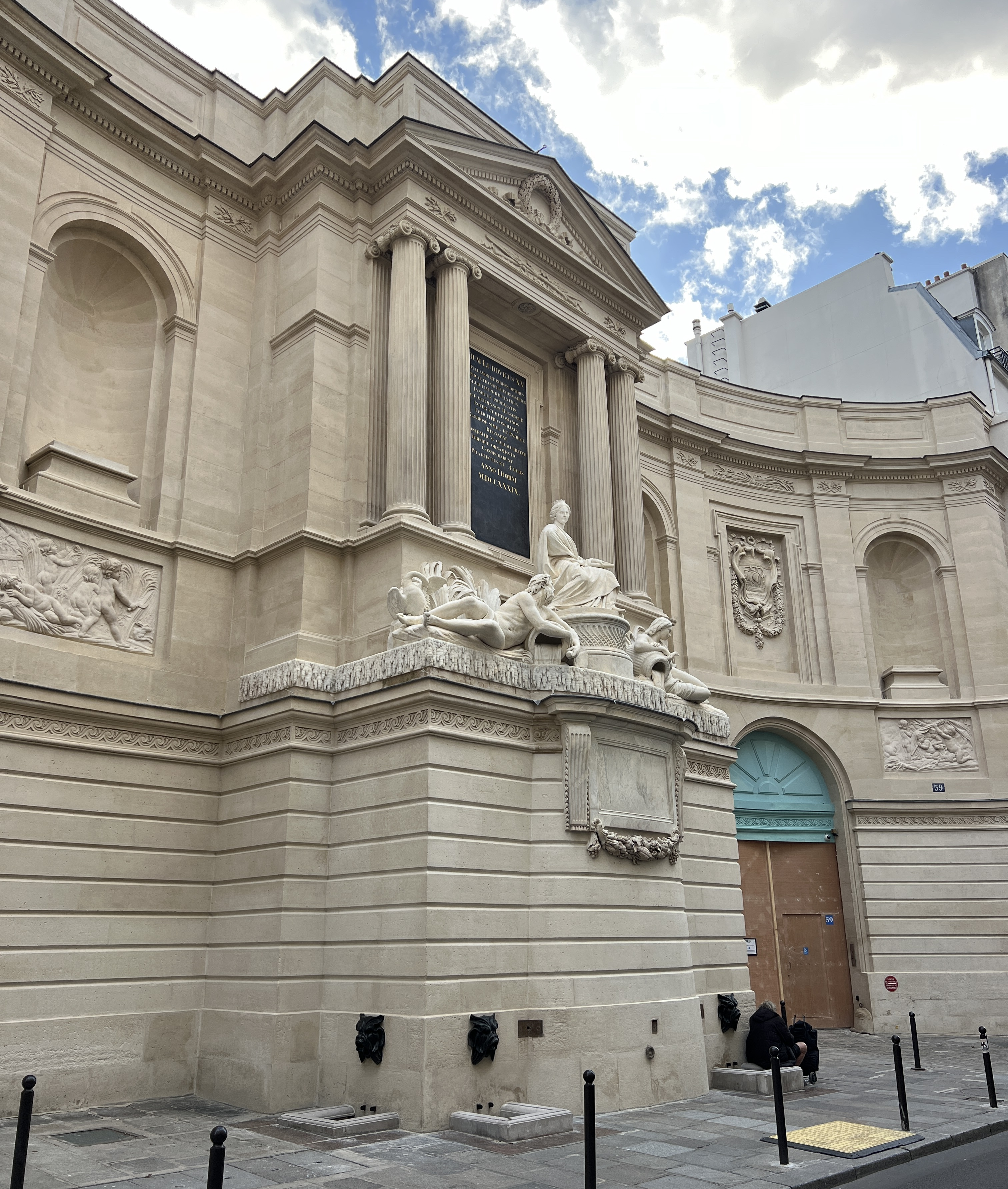
四季喷泉

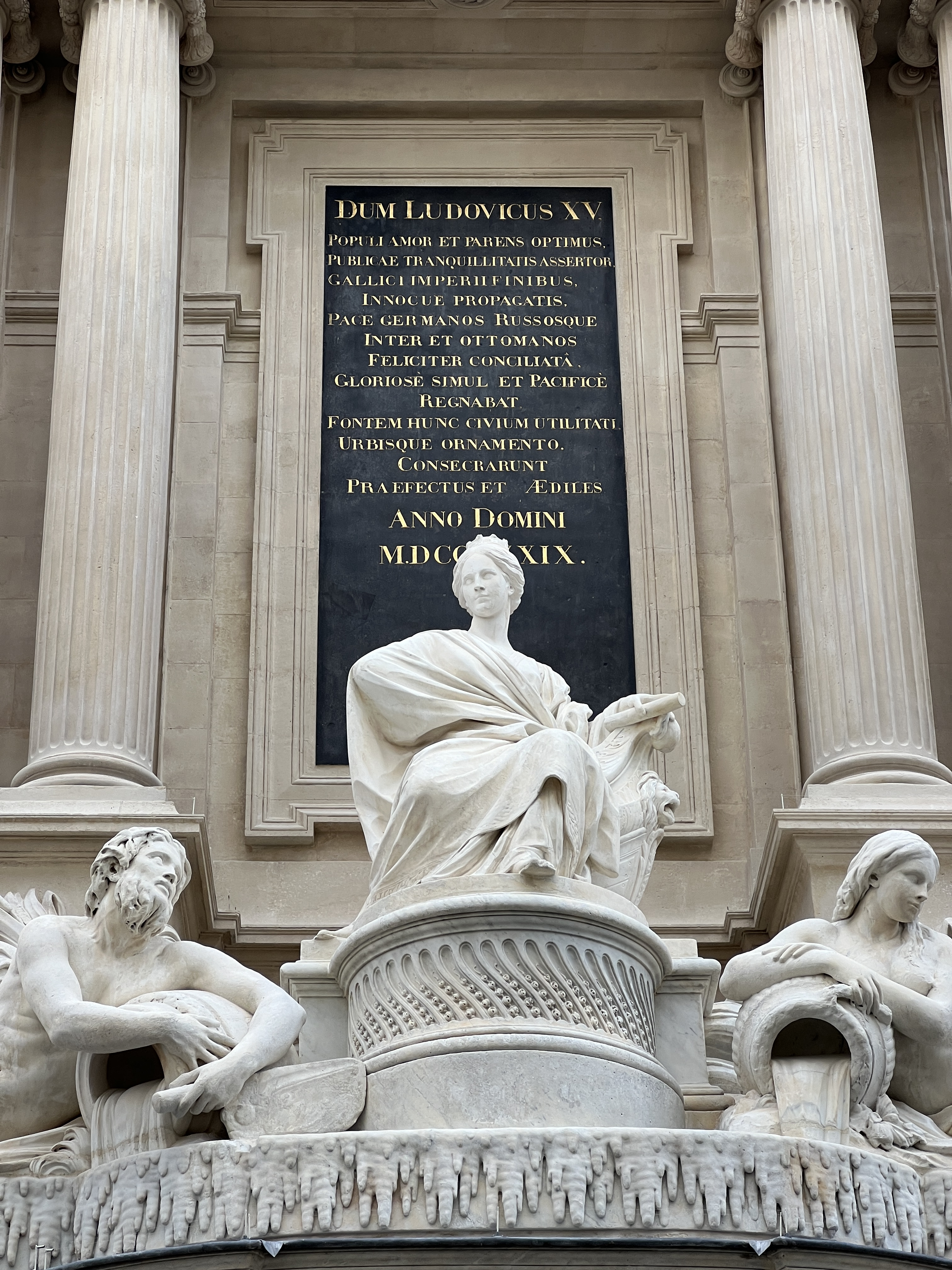
中心雕塑

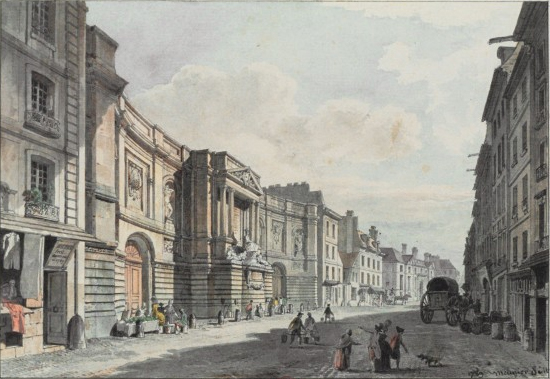
四季喷泉

四季喷泉（法語：Fontaine des Quatre-Saisons）位于巴黎第七区Grenelle街57-59号，是18世纪在巴黎兴建的30个向居民提供饮水的公共喷泉中最大，最华丽的一个，由路易十五（1715–1774年在位）的皇家雕塑家布夏冬完成于1745年。四季喷泉虽然规模宏大，装饰精美，但是却位于狭小的街道，水量不大，在当时就激怒了伏尔泰和启蒙运动其他人物。四季喷泉是路易十五统治时期公共建筑在巴黎幸存的最好实例。

## 历史
从1715年到1724年，路易十五的大臣开始讨论在正在迅速发展的圣日耳曼郊区建立一个新的喷泉。管理巴黎所有的喷泉和水务项目的商人领袖米歇尔 - 艾蒂安杜尔哥批准了该项目，1739年将其交给皇家雕塑家布夏冬。布夏冬工作了7年时间，1740年在卢浮宫沙龙展示了中心雕塑的石膏模型，1741年发布浮雕。四季喷泉直到1745年才完成。
四季喷泉有双重目的：向市民提供饮水，以及宣传路易十五的仁慈。首相兼国王的神师弗勒里枢机用拉丁文为其撰写题词。
喷泉建成后，有很多人要求将其转移到较大的广场。但是，鉴于巴黎的许多广场于19世纪和20世纪进行了重建，它得以完整保存，正是因为它的不起眼的位置。

## 装饰

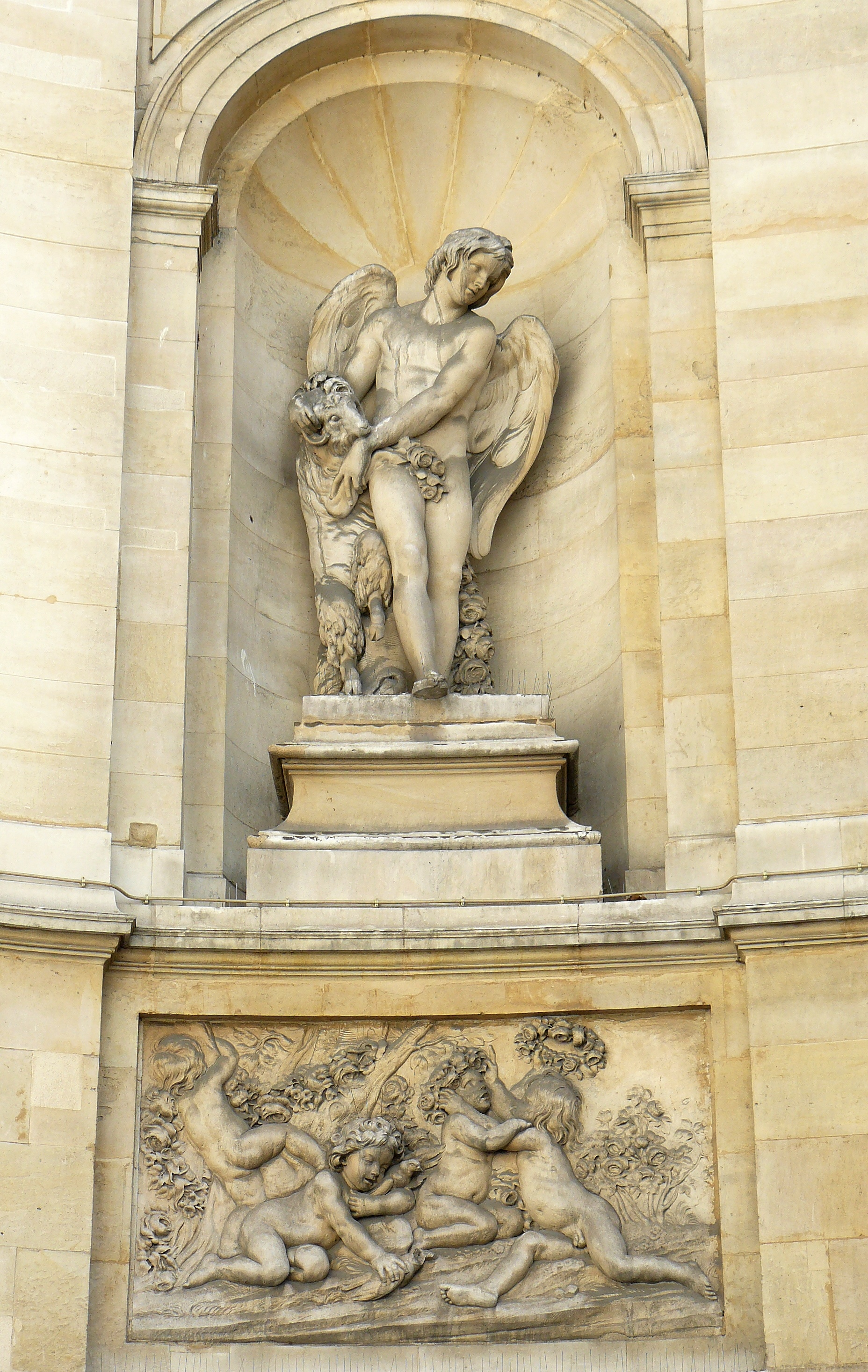
春

占据中心位置的女人代表巴黎市，她坐在宝座上，头戴王冠，穿着华丽，手握船头。两侧的人物分别代表塞纳河和马恩河。这三个大理石人像高7英尺（2.1）。建筑物两翼的装饰包括四个壁龛与浅浮雕人物代表四季。

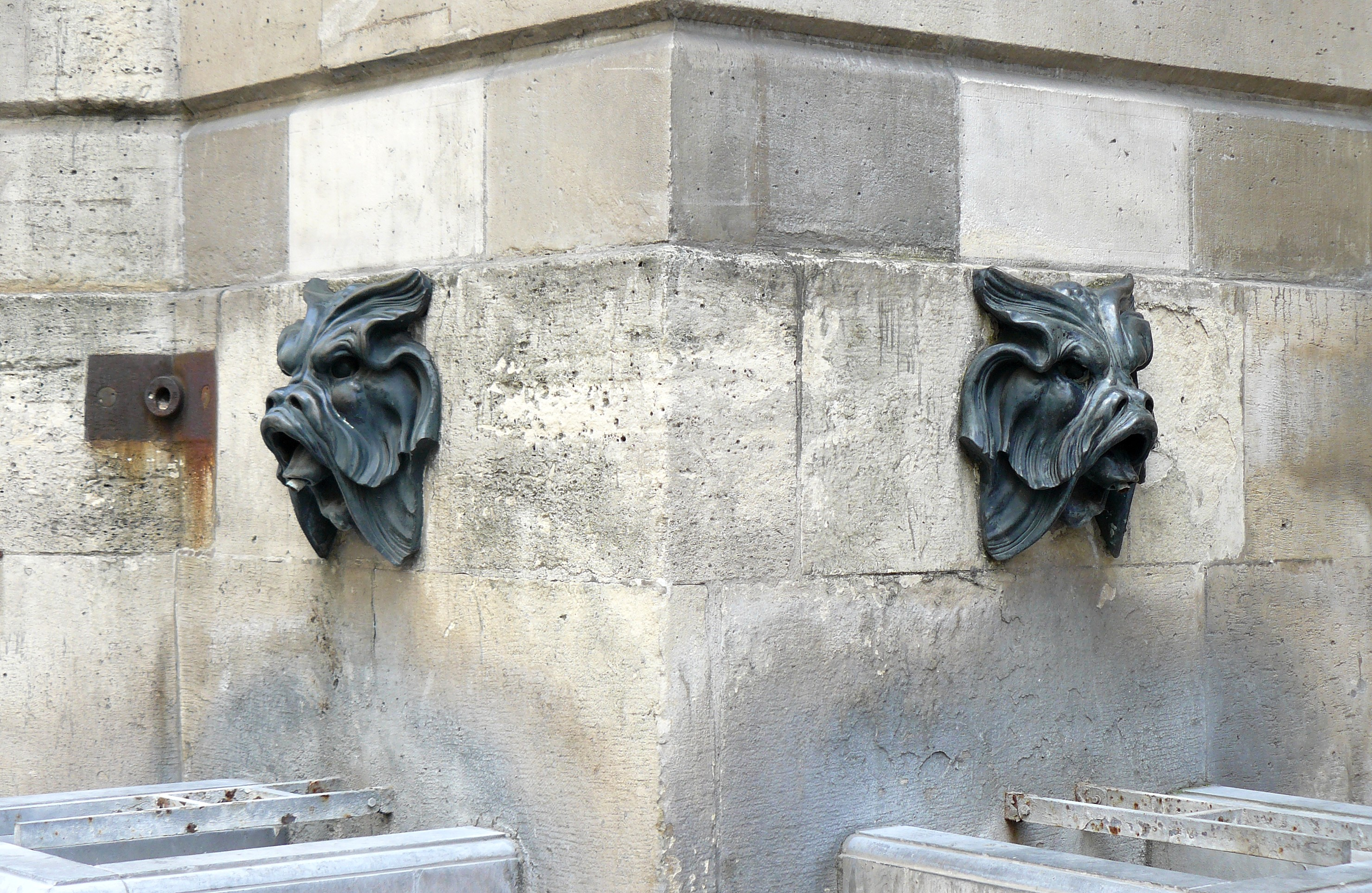
Two mascarons, or spouts, for filling vessels of water

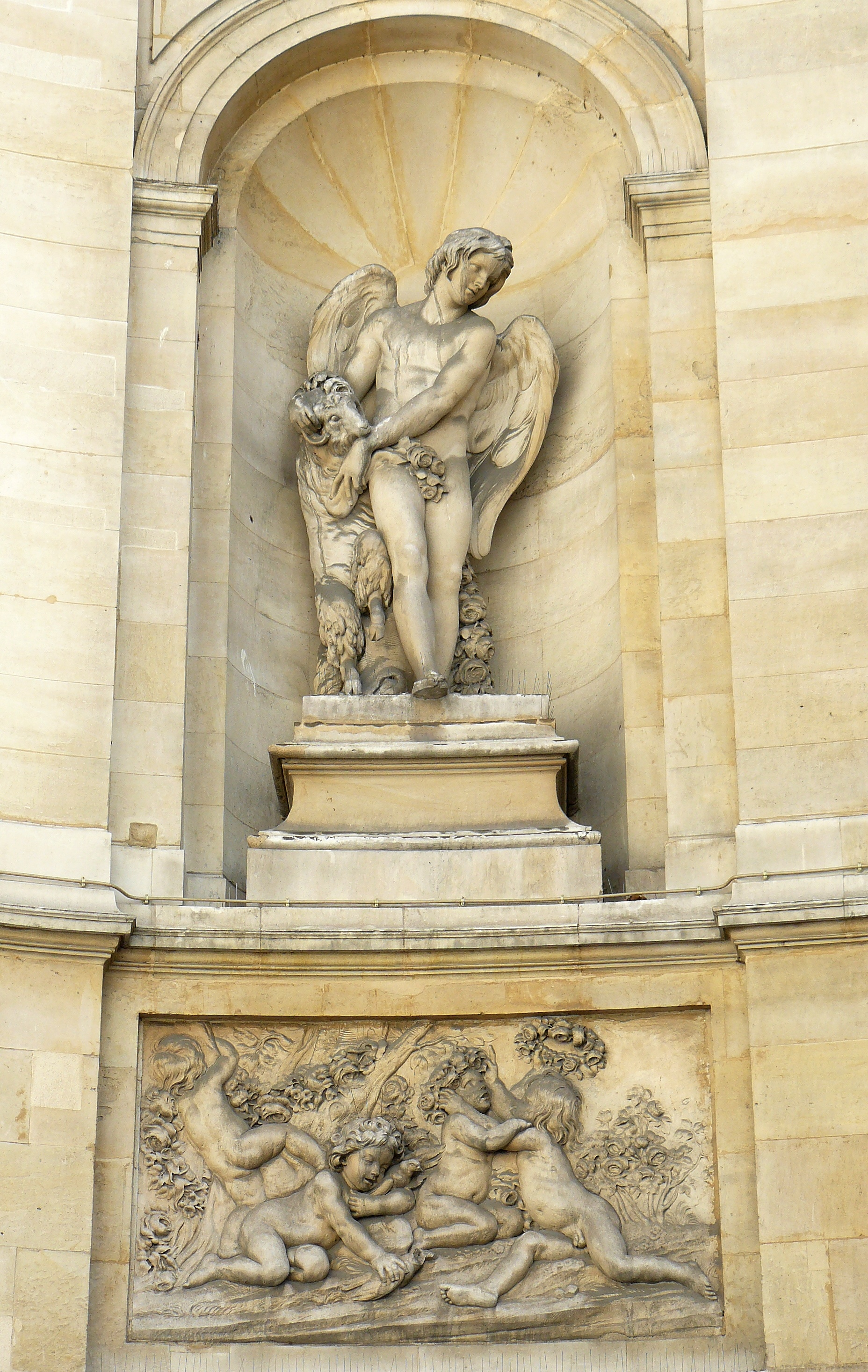
春
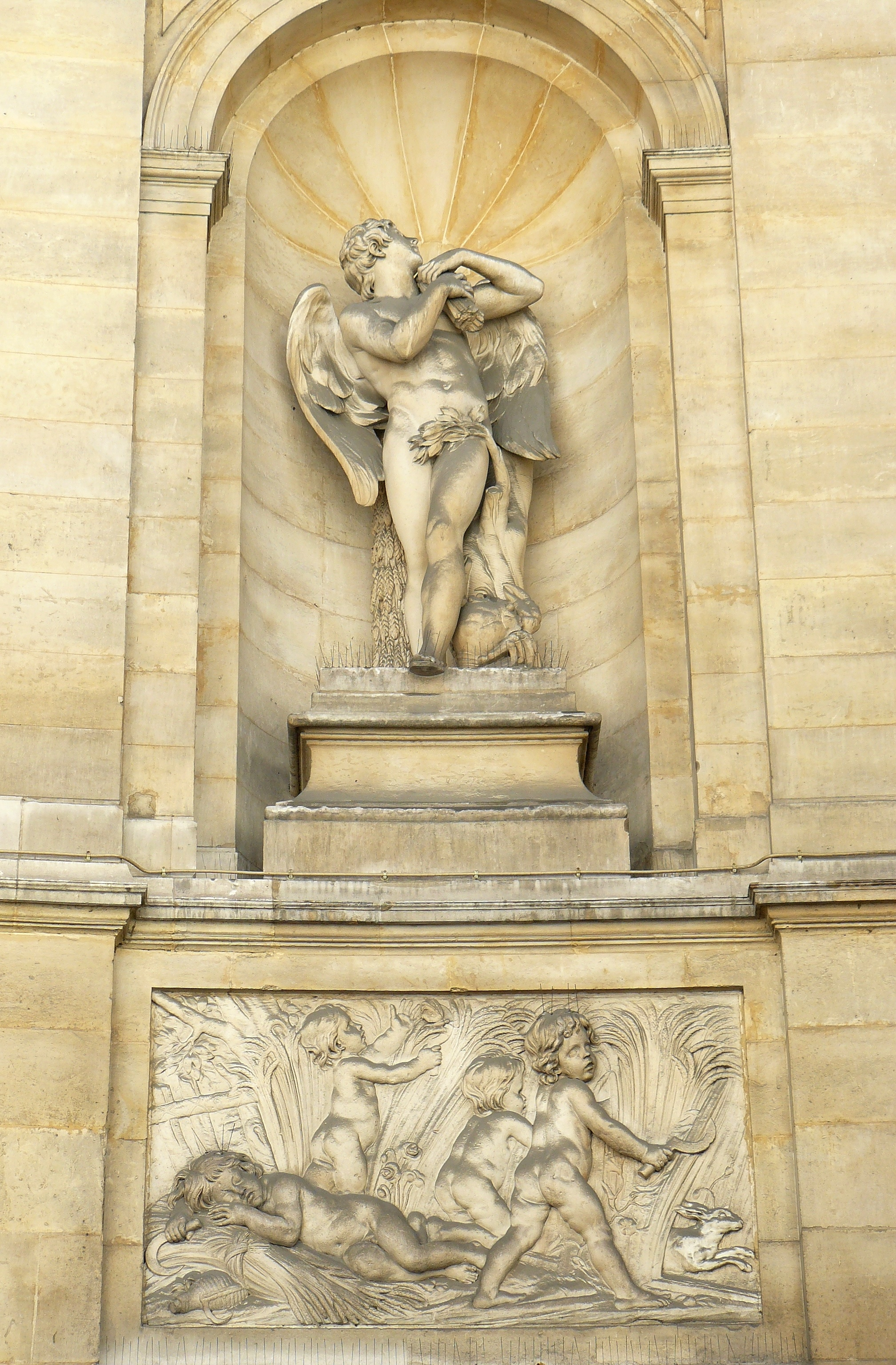
夏
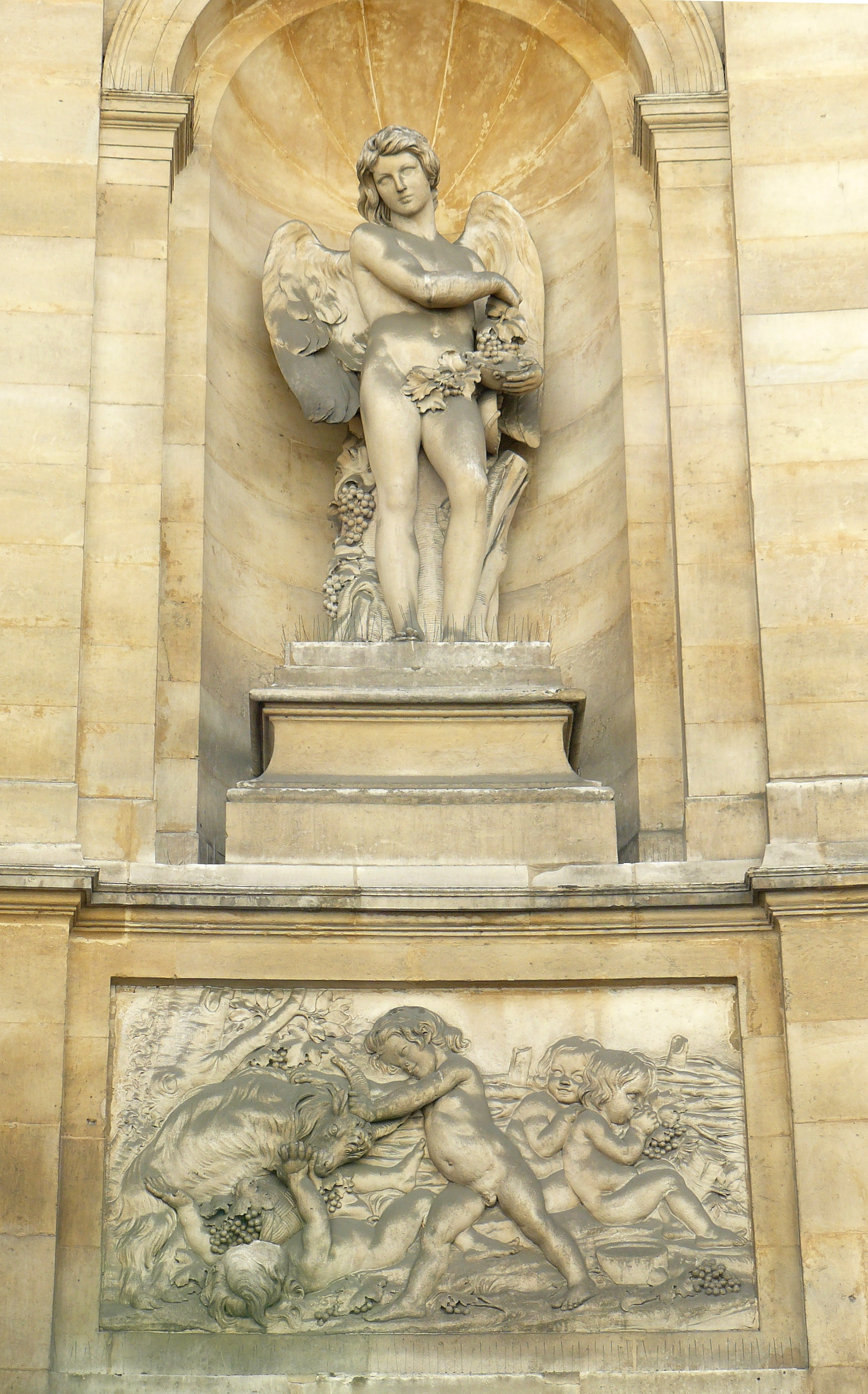
秋
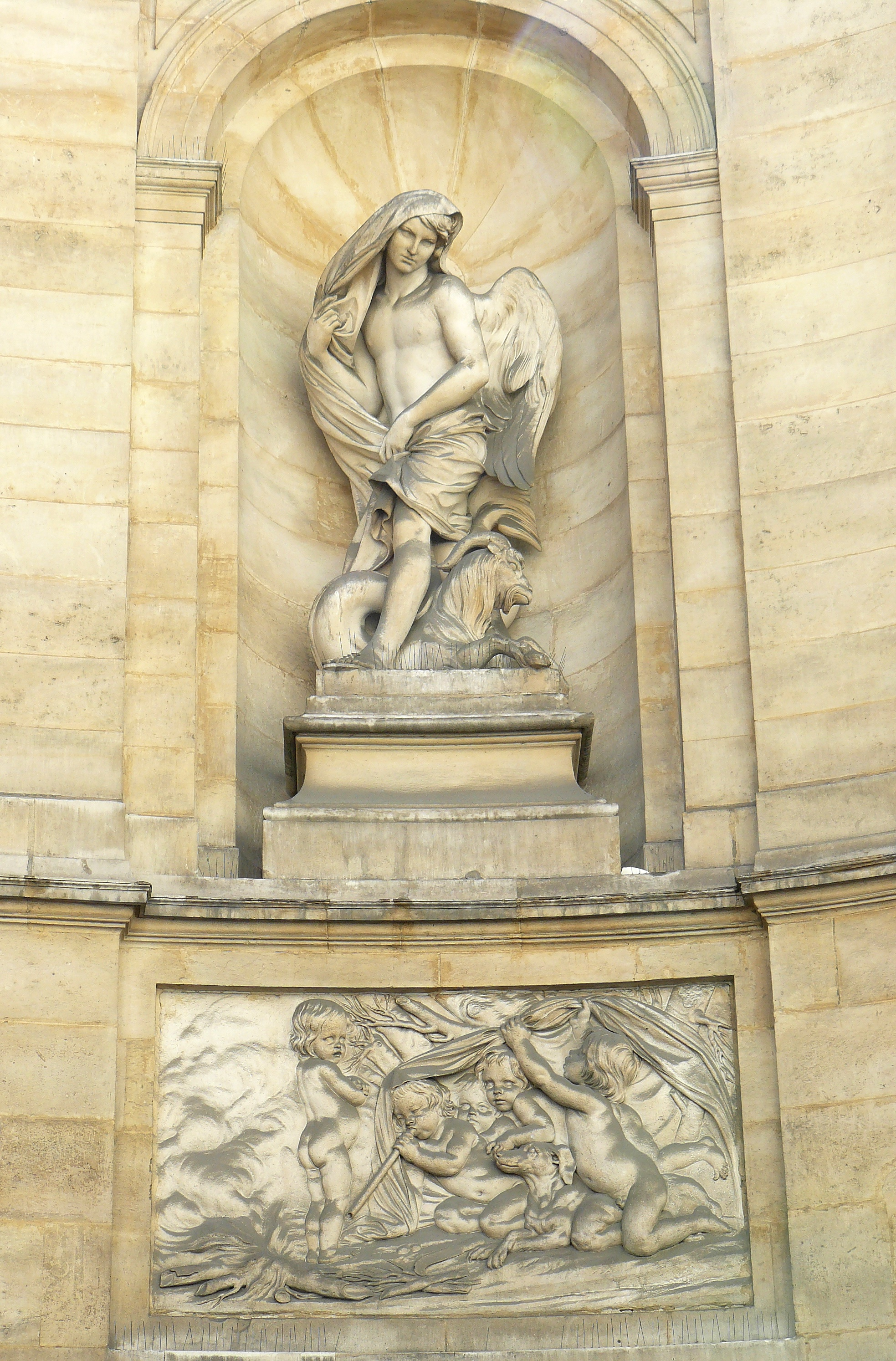
冬